# Amyloid
Amyloid – szkodliwe, nieprawidłowe białko przypominające skrobię, powstające w organizmie w wyniku długiego przebiegu wyniszczających chorób, gromadzące się między naczyniami włosowatymi a tkankami niektórych narządów. Powoduje to ucisk i utrudnienie (lub uniemożliwienie) wymiany substancji między krwią i komórkami. Schorzenie to nazywane jest amyloidozą (skrobiawicą).
Chorobami wywołującymi tworzenie się amyloidów są m.in. gruźlica, kiła, reumatoidalne zapalenie stawów, przewlekłe zapalenie kości, choroba Creutzfeldta-Jakoba, choroba Parkinsona oraz choroba Alzheimera.